# NGC 2606
NGC 2606 is een spiraalvormig sterrenstelsel in het sterrenbeeld Grote Beer. Het hemelobject werd op 16 februari 1831 ontdekt door de Britse astronoom John Herschel.

## Synoniemen
- MCG 9-14-72
- ZWG 263.59
- PGC 24117